# L'Usine (Istres)
Pour les articles homonymes, voir L'Usine.
L'Usine est un ensemble culturel situé à Istres consacré aux musiques actuelles. 
Créée en 1998, la structure est composée de deux salles de concert et de plusieurs studios de répétition.

## Présentation
D'une superficie globale de 1 500 m2, le site offre deux espaces de diffusion :
- la Salle médium (1 400 places) : accueillant des artistes de renommée nationale ou internationale.
- le Café-Musiques (300 places) : salle intimiste pour des productions régionales ou plus modestes.

La structure a également pour vocation de favoriser la création et les pratiques amateurs en mettant à la disposition des musiciens cinq studios de répétition modulables de 12 à 26 m2.
Affiliée à la Métropole d’Aix-Marseille Provence / Conseil de territoire Istres Ouest Provence, via la régie culturelle Scènes & Cinés; L’Usine met tout en œuvre pour proposer des concerts à des tarifs attractif et dans des conditions sonores d’une qualité exceptionnelle. L'Usine accueille aussi des résidences artistiques et propose 5 studios de répétition.
Située à 45 minutes de Marseille, Aix, Avignon, à 30 minutes de Arles, à 10 minutes de Miramas et Martigues, la salle de concert l’Usine – Scènes et Cinés accueille toutes les formes de musiques actuelles depuis 1998.

## Architecture
Construit aux abords de l'emplacement d'un ancien site industriel (usine d'engrais chimiques) dans le lieu-dit de Rassuen, l'architecture de L'Usine allie à la fois pierre et métal.

## Historique
- 14 février 1998 : Inauguration

## Événements
- L'Usine accueille les éco-trophées du Conseil de territoires Istres - Ouest Provence
- L'Usine propose régulièrement des Tremplins Découvertes
- L'Usine accueille les compétitions de danse hip hop de L'UNSS
- L'Usine accueille des rencontres du Conservatoire de musique et des évènements municipaux